# La Vedetta d'Italia
La Vedetta d'Italia è stato un quotidiano italiano edito a Fiume dal 1919 al 1945.

## Storia
Il quotidiano, il cui primo numero uscì il 27 agosto 1919, fu fondato da Armando Odenigo ed Iti Baccich come megafono della fazione politica locale favorevole all'annessione della città all'Italia nel tormentato primo dopoguerra. Il giornale, diretto da Odenigo, era vicino alle posizioni nazionaliste e nelle giornate dell'impresa di Fiume e della Reggenza del Carnaro sostenne Gabriele D'Annunzio ed i suoi legionari. Sulle colonne de La Vedetta d'Italia scrissero alcuni dei protagonisti dell'impresa fiumana come Gabriele D'Annunzio o alcuni esponenti dell'irredentismo fiumano come Attilio Depoli, Riccardo Gigante ed Edoardo Susmel. Con l'acuirsi della crisi fiumana La Vedetta d'Italia si spostò fu posizioni sempre più nazionaliste, fasciste, anti-governative ed anti-americane.
Il quotidiano presentava al suo interno notizie di cronaca cittadina e nazionale, notizie economiche e sportive. Dopo l'emanazione delle leggi fascistissime La Vedetta d'Italia rimase l'unico quotidiano della città quarnerina.
Il 3 maggio 1945, giorno in cui i partigiani jugoslavi entrarono a Fiume, la tipografia della La Vedetta d'Italia venne confiscata dalle nuove autorità e destinata al nuovo quotidiano di lingua italiana La Voce del popolo.